# 함진성
함진성(1986년 5월 29일 ~ )은 대한민국의 배우이다

## 방송
- 2010년 E채널 《러브 토너먼트》
- 2010년 KBS 《역사스페셜 - 조선 최초의 전문외교관 이예》
- 2013년 tvN 《롤러코스터》
- 2015년 KBS 《그대가 꽃 - 7번방도 선물》 ... 강우주 역
- 2015년 KBS 《그대가 꽃 - 아덴만, 생과사의 146Hours》 ... 선원 역
- 2015년 KBS 《그대가 꽃 - 전설의 방패주먹, 배추가 돌아왔다!》 ... 김상사 역
- 2015년 KBS 《그대가 꽃 - 콤플렉스는 나의 힘》 ... 디자이너 역
- 2017년 KBS 《한국사기》 ... 보장왕 역

## 드라마
- 2010년 KBS 《전우》 ... 인민군 경비 대장 역
- 2010년 MBC 《글로리아》 ... 동아 패거리 역
- 2010년 MBC 《볼수록 애교만점》 ... 남자 역
- 2010년 KBS 《드라마 스폐셜 - 돌멩이》 ... 백골단 역
- 2010년 KBS 《웃어라 동해야》 ... 조연출 역
- 2010년 KBS 《부부클릭닉 사랑과 전쟁 2》 ... 예비군 조교 역
- 2010년 SBS 《닥터 챔프》 ... 괴물팀 핸드볼 선수 역
- 2010년 SBS 《아테나 : 전쟁의 여신》 ... 대통령 요원 역
- 2011년 MBC 《하이킥! 짧은 다리의 역습》 ... 행인 역
- 2011년 JTBC 《청담동 살아요》 ... 조연출 역
- 2011년 MBN 《왓츠 업》 ... 경찰 역
- 2012년 MBC 《사랑했나봐》 ... 레지던트 역
- 2012년 tvN 《노란 복수초》 ... 태일 부하 역
- 2012년 tvN 《결혼의 꼼수》 ... 경호원 역
- 2012년 MBN 《사랑도 돈이 되나요》 ... 소개팅 남 역
- 2013년 MBC 《구가의 서》 ... 사제 역
- 2013년 MBC 《황금무지개》 ... 강두 부하 역
- 2013년 MBC 《미스코리아》 ... 양복 남 역
- 2013년 KBS 《상어》 ... 검찰 수사관 역
- 2013년 SBS 《야왕》 ... 도훈 선배 역
- 2013년 SBS 《당신의 여자》 ... 태성 부하 역
- 2013년 JTBC 《더 이상은 못 참아》 ... 비서 역
- 2013년 OCN 《특수사건 전담반 TEN 2》 ... 내사과 형사 역
- 2014년 JTBC 《우리가 사랑할 수 있을까》 ... 남F 역
- 2014년 SBS 《나만의 당신》 ... 남 비서 역
- 2014년 KBS 《골든크로스》 ... 공보관 역
- 2014년 KBS 《뻐꾸기 둥지》 ... 흥신소남 역
- 2014년 SBS 《끝없는 사랑》 ... 기자 역
- 2014년 KBS 《조선총잡이》 ... 야마모토 부하 역
- 2014년 SBS 《비밀의 문: 의궤 살인 사건》 ... 내금위 역
- 2014년 MBC 《장미빛 연인들》 ... 김순경 역
- 2014년 KBS 《힐러》 ... 경찰 역
- 2015년 MBC 《딱 너 같은 딸》 ... 경호원 역
- 2015년 MBC 《내 딸, 금사월》 ... 사내 역
- 2015년 MBC 《위대한 조강지처》 ... 레지던트 역
- 2015년 KBS 《TV소설 그래도 푸르른 날에》 ... 남자 역
- 2015년 KBS 《오! 할매》 ... 변호사 역
- 2015년 KBS 《오렌지 마말레이드》 ... 순경 역
- 2015년 KBS 《다 잘될 거야》 ... 김영호 역
- 2015년 SBS 《이혼변호사는 연애중》 ... 정우 친구 역
- 2015년 SBS 《용팔이》 ... 경호원 역
- 2015년 tvN 《신분을 숨겨라》 ... 이명주 부하 역
- 2015년 OCN 《처용2》 ... 기자 역
- 2015년 E채널 《라이더스 : 내일을 잡아라》 ... 차기준 동기 역
- 2016년 MBC 《굿바이 미스터 블랙》 ... 보안 요원 역
- 2016년 MBC 《가화만사성》 ... 카메라 감독 역
- 2016년 MBC 《좋은사람》 ... 보안 요원 역
- 2016년 MBC 《몬스터》 ... 교도관 역
- 2016년 MBC 《캐리어를 끄는 여자》 ... 경찰 역
- 2016년 KBS 《무림학교》 ... 양아치 역
- 2016년 KBS 《기적의 시간 로스타임》 ... 경찰 역
- 2016년 KBS 《천상의 약속》 ... 기자 역
- 2016년 KBS 《TV소설 내 마음의 꽃비》 ... 현섭 역
- 2016년 KBS 《마스터 - 국수의신》 ... 경호병 역
- 2016년 KBS 《별난 가족》 ... 동탁 친구 역
- 2016년 KBS 《동네변호사 조들호》 ... 경찰 역
- 2016년 KBS 《구르미 그린 달빛》 ... 사내 역
- 2016년 KBS 《월계수 양복점 신사들》 ... 바텐더 역
- 2016년 KBS 《TV소설 저 하늘에 태양이》 ... 백두영화사 조감독 역
- 2016년 KBS 《빛나라 은수》 ... 경찰 역
- 2016년 SBS 《대박》 ... 홍매 똘마니 역
- 2016년 SBS 《미쎄스 캅 2》 ... 경찰 역
- 2016년 SBS 《달의 연인 - 보보경심 려》 ... 황군 역
- 2016년 SBS 《당신은 선물》 ... 기자 역
- 2016년 SBS 《아임쏘리 강남구》 ... 직원 역
- 2016년 tvN 《시그널》 ... 경기청 형사 역
- 2016년 tvN 《THE K2》 ... 박관수 경호원 역
- 2016년 JTBC 《마담 앙트완》 ... 조연출 역
- 2016년 JTBC 《청춘시대》 ... 역무원 역
- 2017년 MBC 《별별 며느리》 ... 경찰 역
- 2017년 MBC 《훈장 오순남》 ... 모텔 직원 역
- 2017년 MBC 《왕은 사랑한다》 ... 병사 역
- 2017년 MBC 《20세기 소년소녀》 ... CF 조감독 역
- 2017년 KBS 《아버지가 이상해》 ... 강해솔 팀장 역
- 2017년 KBS 《이름 없는 여자》 ... 남자 역
- 2017년 KBS 《최고의 한방》 ... CF 조감독 역
- 2017년 SBS 《달콤한 원수》 ... 경찰 역
- 2017년 SBS 《당신이 잠든 사이에》 ... 법정 경위 역
- 2017년 SBS 《언니는 살아있다》 ... 간호사 역
- 2017년 tvN 《슬기로운 감빵생활》 ... 취객 역
- 2017년 JTBC 《맨투맨》 ... 국정원 팀원 역
- 2017년 OCN 《보이스》 ... 사설 구급대원 역
- 2017년 TV조선 《너의 등짝에 스매싱》 ... 현진 친구 역
- 2018년 MBC 《검법남녀》 ... 표수성 조교 역
- 2018년 KBS 《추리의 여왕 시즌2》 ... 형사 역
- 2018년 KBS 《TV소설 파도야 파도야》 ... 남자 역
- 2018년 KBS 《내일도 맑음》 ... 소매치기 역
- 2018년 KBS 《러블리 호러블리》 ... 남성식 비서 역
- 2018년 KBS 《오늘의 탐정》 ... 구급대원 역
- 2018년 KBS 《비켜라 운명아》 ... 핸드폰 직원 역
- 2018년 KBS 《하나뿐인 내편》 ... 고래 친구 역
- 2018년 tvN 《라이브》 ... 취객남 역
- 2018년 MBN 《설렘주의보》 ... 취재 기자 역
- 2019년 MBC 《검법남녀 시즌2》 ... 조직원 역
- 2019년 KBS 《왼손잡이 아내》 ... 흥신소 남 역
- 2019년 KBS 《동네변호사 조들호 2 : 죄와 벌》 ... 경호원 역
- 2019년 SBS 《시크릿 부티크》 ... 경찰 역
- 2019년 tvN 《사랑의 불시착》 ... 철강 부하 역
- 2019년 OCN 《빙의》 ... 보안요원 역
- 2019년 OCN 《구해줘2》 ... 형사 역
- 2020년 tvN 《슬기로운 의사생활》 ... 이송 기사 역
- 2023년 Netflix 《사냥개들》 ... 용역 역
- 2023년 Netflix 《경성크리처》 ... 간수병 역
- 2023년 Disney 《최악의 악》 ... 재건파 역
- 2023년 tvN 《청춘월담》 ... 금군 역
- 2023년 tvN 《아스달 연대기 시즌2》 ... 해족 역
- 2023년 SBS 《소방서 옆 경찰서 그리고 국과수》 ... 교도관 역

## 영화
- 2011년 《마이웨이》 ... 마라톤 선수 역
- 2012년 《나는 왕이로소이다》 ... 양녕패거리 역
- 2012년 《신세계》 ... 정청계 8 역
- 2013년 《미스터 고》 ... 두산벤치멤버 역
- 2013년 《감기》 ... 구급대원 역
- 2021년 《범털 2: 쩐의 전쟁》 ... 타격대4 역
- 2022년 《한산: 용의 출현》 ... 격군 역
- 2022년 《살인청부업자》 ... 경찰 역
- 2022년 《한산 리덕스》 ... 격군 역
- 2023년 《노량: 죽음의 바다》 ... 명군 장수 역